# Maximo Soliven

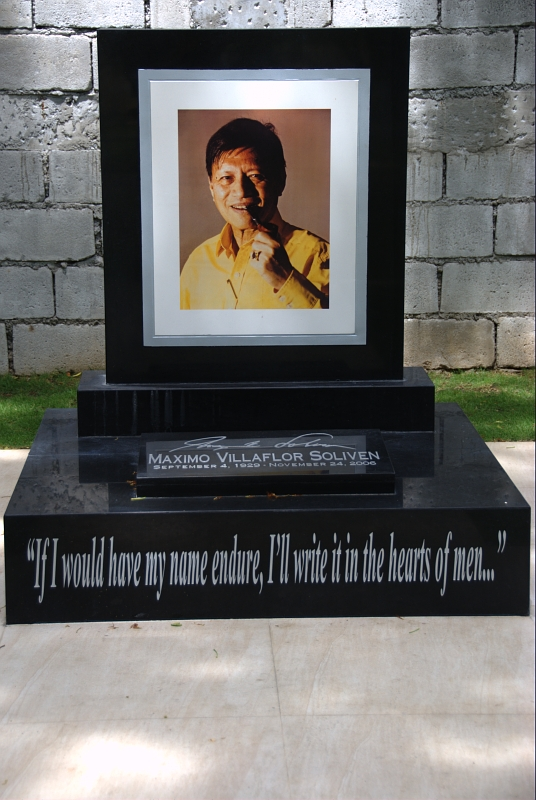
Grabstein von Max Solivén auf dem Heldenfriedhof Libingan ng mga Bayani

Máximo „Max“ Villaflor Solivén (* 4. September 1929 in Manila; † 24. November 2006 auf dem Flughafen Tokio-Narita, Tokio, Japan) war ein philippinischer Journalist, Publizist und Verleger.

## Leben
Solivéns Vater Benito Solivén war als Politiker Mitglied der Nationalversammlung vor dem Zweiten Weltkrieg und starb später an den Folgen, die er durch den Todesmarsch von Bataan 1942 und der anschließenden Freiheitsstrafe in Capas, Tarlac, während des Zweiten Weltkrieges erlitten hatte.
Solivén selbst nahm während des Kriegs am Widerstand gegen die japanische Besatzungsmacht teil und absolvierte nach dem Schulbesuch ein Grundständiges Studium (Undergraduate) an der Ateneo de Manila University und bekam den OZANAM-Preis für Schriftstellerei verliehen. Später studierte er an der Harvard University und erwarb dort den Titel eines Philosophiae Doctor (Ph.D.) in Internationalen Studien am Lehrstuhl von Henry Kissinger.
Er begann seine Laufbahn als Journalist 1949 als Volontär der katholischen Tageszeitung „The Sentinel“, ehe er 1954 als Reporter für Polizei und Politik zum „Manila Chronicle“ wechselte. Danach war er zwischen 1957 und 1960 verantwortlicher Redakteur für Wirtschaft der Tageszeitung „The Manila Times“.
1960 wurde er darüber hinaus Herausgeber und Redakteur der heute nicht mehr erscheinenden Zeitung „The Evening News“, die innerhalb eines Jahres ihren Rang in der Höhe der täglichen Auflage vom sechsten auf den zweiten Platz innerhalb der auf den Philippinen erscheinenden Tageszeitungen verbesserte. In den folgenden zwölf Jahren war er auch als Auslandskorrespondent der Zeitung tätig und berichtete in dieser Funktion von mehreren bedeutenden Ereignissen in Südostasien wie dem Vietnamkrieg und der Tet-Offensive 1968, aber auch über den Gestapu-Putschversuch in Indonesien 1965, der anschließend ein Massaker durch das Militär an einer halben Million Menschen zur Folge hatte. Außerdem berichtete er von der Zündung der ersten chinesischen Atombombe am 16. Oktober 1964 auf dem Kernwaffentestgelände Lop Nor und führte dazu ein Interview mit dem damaligen Ministerpräsidenten der Volksrepublik China Zhou Enlai.
Am 23. September 1972 wurde er nach der Verhängung des Kriegsrechts durch Präsident Ferdinand Marcos als führender Kolumnist der „Manila Times“ verhaftet.
Nach dreimonatiger Haft wurde er im Dezember 1972 auf Bewährung entlassen und erhielt darüber hinaus die Auflage, Manila für drei Jahre nicht zu verlassen. Des Weiteren wurde er mit einem Berufsverbot als Journalist für sieben Jahre belegt und durfte in diesem Zeitraum auch die Philippinen nicht mehr verlassen.
Zusammen mit Betty Go-Belmonte, der Frau des langjährigen Bürgermeisters von Quezon City Feliciano „Sonny“ Belmonte, gründete er zunächst am 9. Dezember 1985 die Zeitung „Philippine Daily Inquirer“, der bald zur führenden Zeitung der Opposition gegen die Diktatur von Marcos wurde.
Nachdem es jedoch zu Meinungsverschiedenheiten mit der weiteren Mitgründerin Eugenia Duran-Apostol gekommen war, gründeten er und Go-Belmonte zusammen mit Art Borjal am 28. Juli 1986 die Tageszeitung „The Philippine Star“, die heute den zweiten Rang bei Lesern, Auflage und Werbung einnimmt. Beim „Philippine Star“ blieb er bis zu seinem Tode als Herausgeber und Kolumnist tätig.
Für seine Tätigkeit als Journalist wurde er mehrfach ausgezeichnet und erhielt unter anderem 1991 vom französischen Staatspräsidenten François Mitterrand die Ritterwürde der Ehrenlegion (Chevalier de la Legion d Honneur) verliehen. 2000 erhielt er von König Juan Carlos I. von Spanien den Rang eines „Encomendero“ des Orden de Isabel la Católica überreicht. Darüber hinaus wurde er vom Presseclub der Philippinen zum „Journalisten des Jahres“ gewählt, wobei die Laudatio von seinem ehemaligen Hochschullehrer Henry Kissinger gehalten wurde.
Nach seinem Tode wurde er mit militärischen Ehren auf dem Ehrenfriedhof Libingan ng mga Bayani in Taguig City, Metro Manila, beigesetzt. Außerdem wurde ihm posthum von Präsidentin Gloria Macapagal Arroyo der Rang eines Großoffiziers des Order of Lakandula, eines der zweithöchsten Orden der Philippinen nach dem Quezon Service Cross, verliehen.
Seine jüngere Schwester Ethel Solivén Timbol war ebenfalls Journalistin und zwischen 1964 und 2007 Redakteurin für Lifestyle bei der Zeitung „Manila Bulletin“.